# Koppeltragegestell

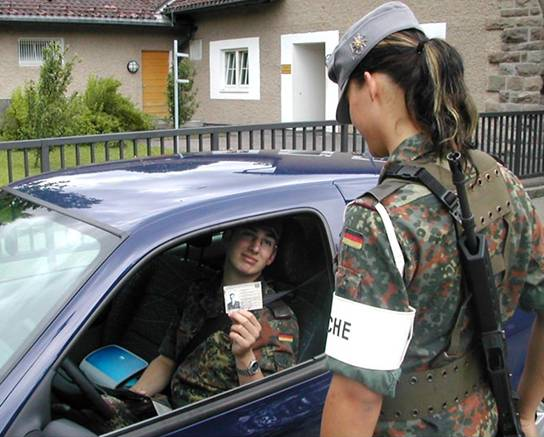
Torposten der Bundeswehr mit olivfarbenem Koppel und Koppeltragegestell

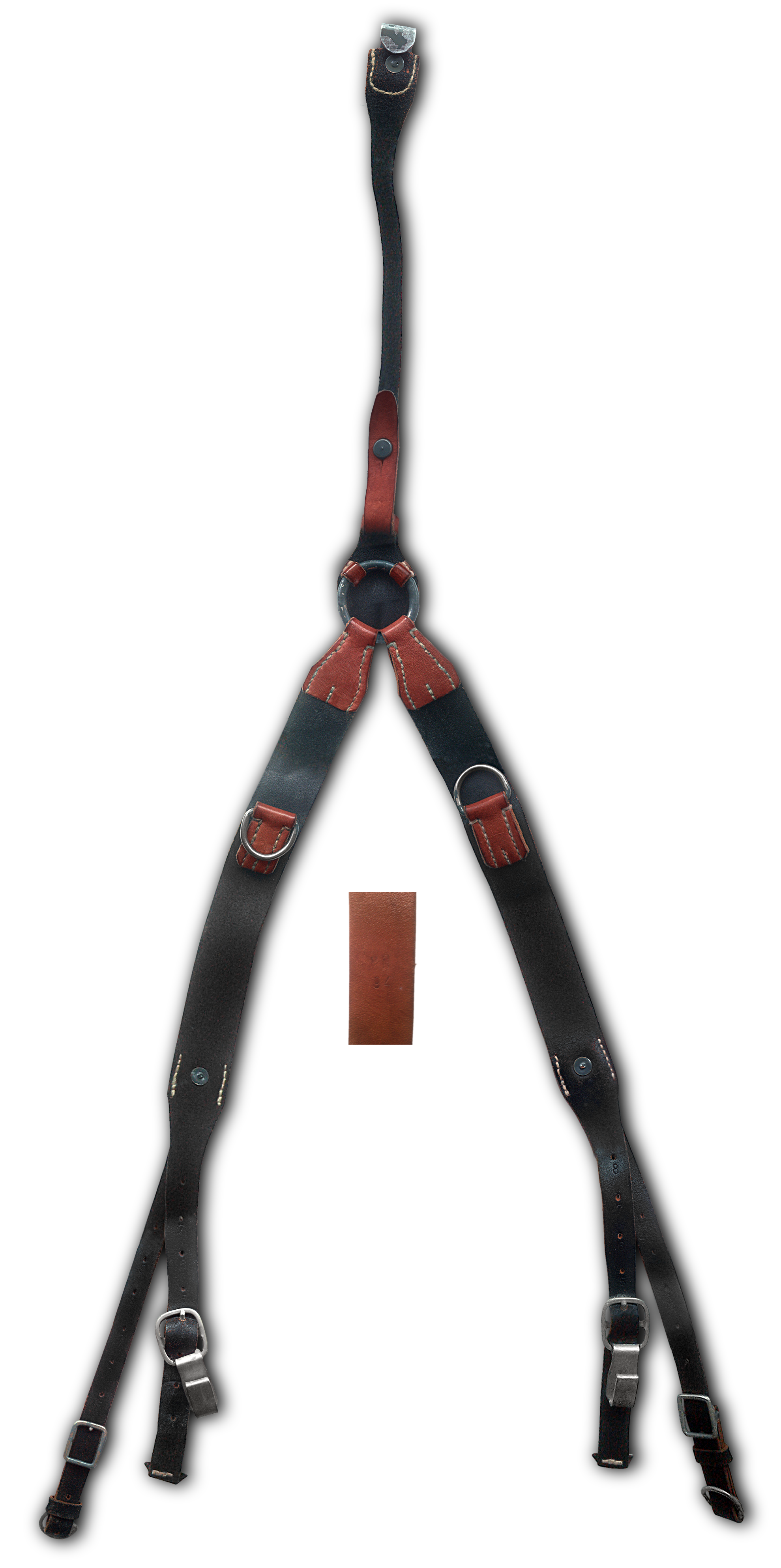
Koppeltragegestell M39 (Pfadfinder-Replikat von 1994)

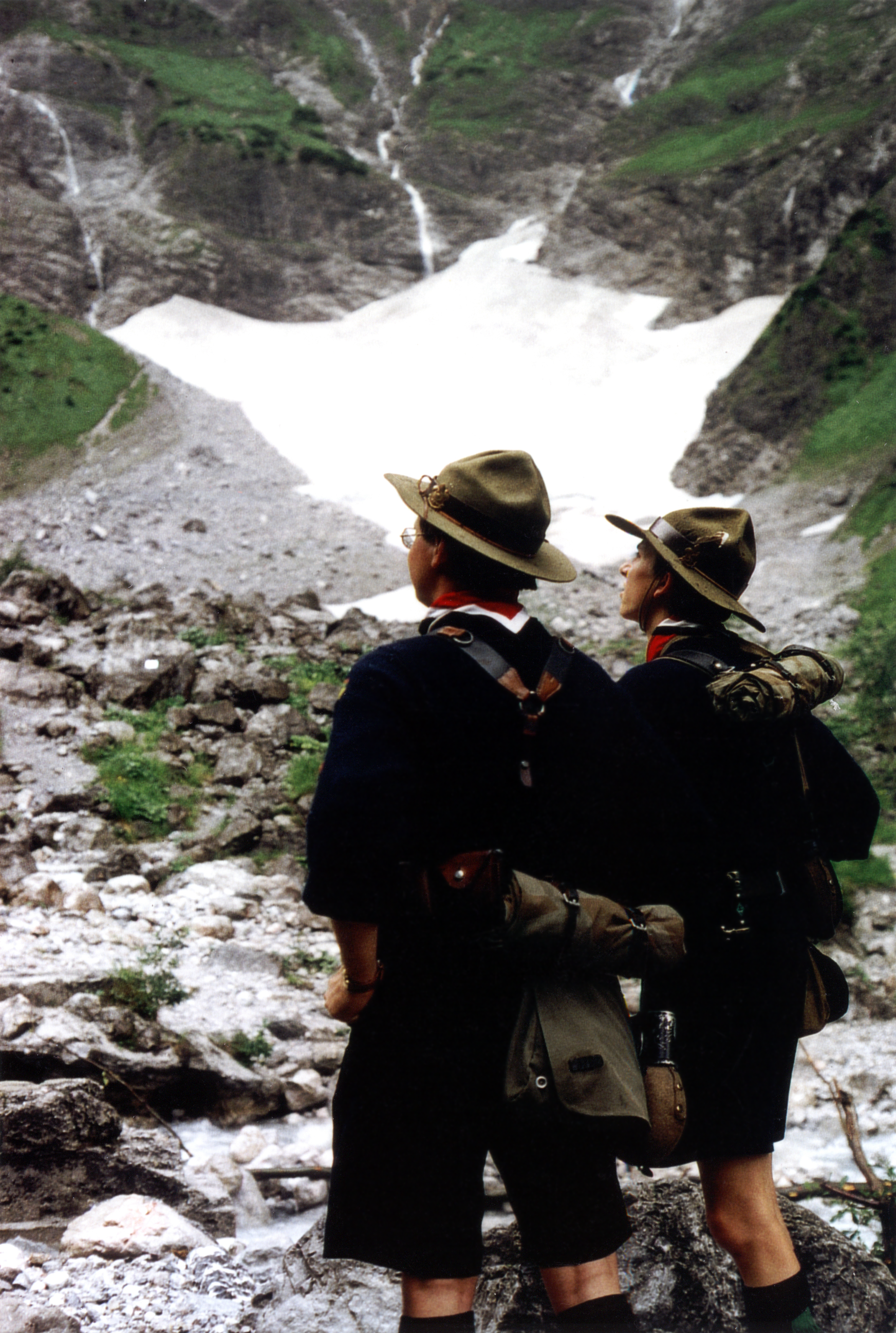
Das System 1939 mit Zeltbahn, Brotbeutel und Feldflasche im getragenen Zustand an zwei Pfadfindern (1993)

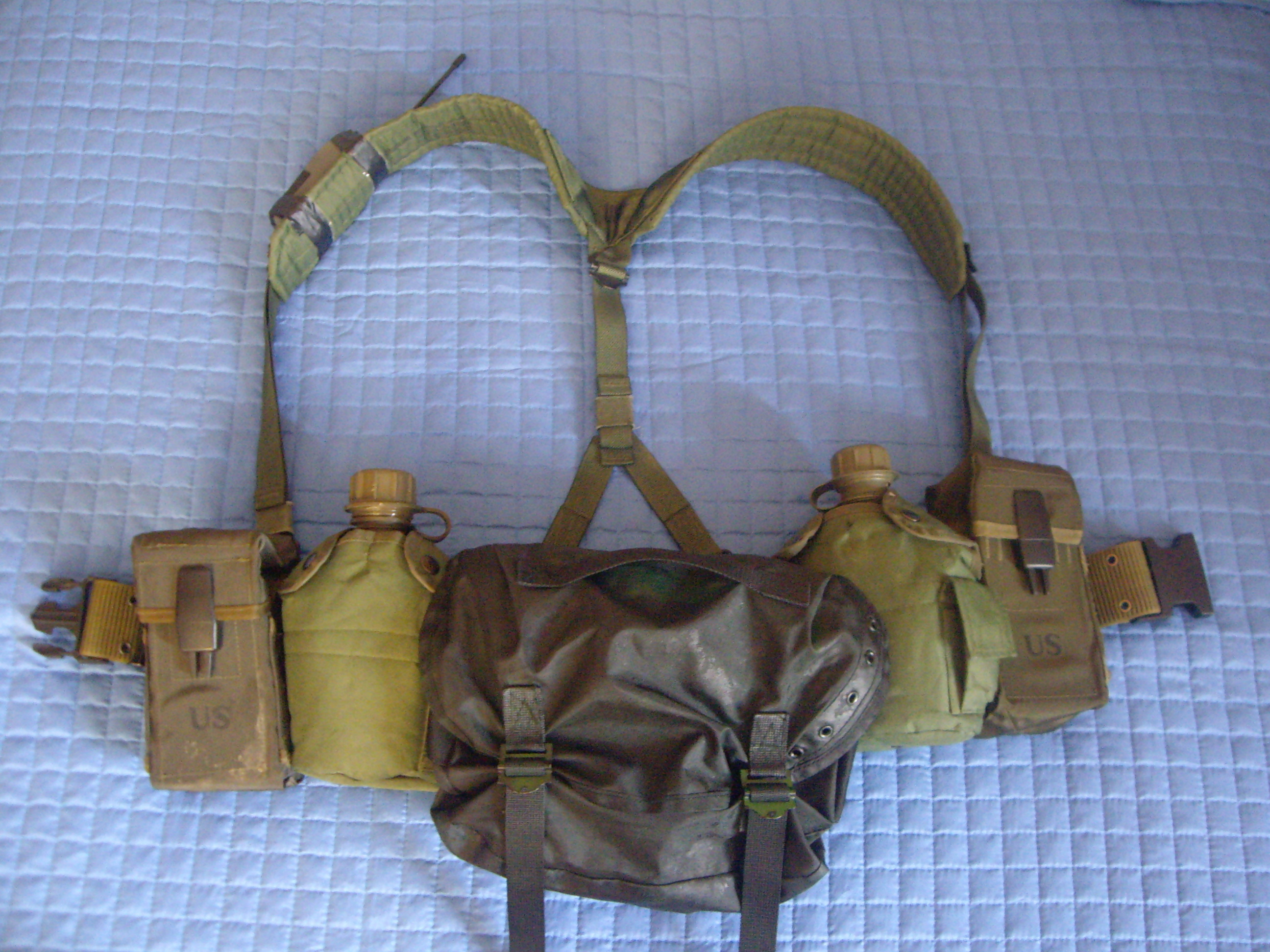
US-amerikanisches All-Purpose Lightweight Individual Carrying Equipment (ALICE)

Ein Koppeltragegestell (engl. Chest Rig) ist in der Funktion ähnlich wie ein Hosenträger am gürtelartigen Koppel einer Uniform befestigt und wird mittels Trageriemen über den Schultern getragen. Es besteht aus Leder oder Gurtgewebe. 
Es ermöglicht das Tragen von Ausrüstung, Tornistern oder Kampftaschen und verhindert das Herunterrutschen des meist schwer behangenen Koppels. Am Koppel werden beispielsweise Magazintaschen, Patronentaschen, Pistolenholster (Gürtelholster), Feldspaten, Feldflaschen, ABC-Schutzmaskentasche, Brotbeutel (auch „Kleine Kampftasche“ oder „Mehrzwecktasche“ genannt), Bajonett, Handgranaten, Kampfmesser und Ähnliches befestigt. Das Koppeltragegestell ist mittels Karabinerhaken, Kunststoff- oder Metallösen mit dem Koppel verbunden. Es ist bei einigen Modellen vom Koppel abnehmbar und kann individuell je nach Körperlänge und Bauchumfang verstellt werden. Beim Tragen ist darauf zu achten, dass die am Koppel befestigte Ausrüstung richtig sitzt und angeordnet ist, damit beim Marsch und im Gefecht das Gewicht gleichmäßig verteilt ist und kein Ausrüstungsgegenstand den Soldaten in seiner Bewegungsfreiheit einschränkt.

## Deutschland

### Koppeltragegestell M39
Das erste moderne Koppeltragegestell im Deutschen Reich wurde 1939 in zunächst zwei verschiedenen Ausführungen eingeführt. Beide ursprünglichen Modelle waren vollständig aus schwerem Leder gefertigt und besaßen Haken, Ösen bzw. Karabinerhaken aus Aluminium. Die ledernen Besätze und Nähte waren bei der ursprünglichen Ausführung mit starken Fäden aus Naturdarm befestigt. Das Koppeltragegestell, das unter Sammlern auch als „Y-Riemen“ bekannt ist, konnte mit zwei Brustriemen zur Stabilisierung der am Koppel getragenen Standardausrüstung verwendet werden. Die sich nach unten verjüngenden ledernen Brustriemen endeten mit verstellbaren Tragehaken aus Metall, die in je nach Bedarf sehr unterschiedliche auf das Koppel selbst geschobene Taschen eingehakt werden konnten. Auf dem Rücken, unterhalb des Nackenbereichs, befand sich ein Metallring, an dem die beiden nach vorne fallenden Brustriemen befestigt waren. Ein einzelner Lederriemen, der ebenfalls an diesen Ring genäht war, verlief entlang der Wirbelsäule bis auf die Höhe des über dem Waffenrock getragenen Koppels. Auch an diesem Riemen war ein Tragehaken befestigt, der das Koppel und das Tragegestell gleichermaßen auf der Rückseite stabilisierte. In das Koppeltragegestell konnte Sonderausrüstung sowie der Tornister, der Rucksack oder das zum Befestigen des Sturmgepäcks notwendige Tragegestell M39 (A-Rahmen) eingehakt werden. Bis zur Einführung des Koppeltragegestells waren mit Einführung des Waffenrocks M36 auf dessen Taillenhöhe durch die Vorder- und Rückseite kleine runde Ösen gestickt worden, an denen insgesamt vier Koppelhaken aus Metall befestigt werden konnten, um das Gewicht der Koppelausrüstung aufzufangen. Zwar blieb diese Praxis auch für die nachfolgenden Modellen dieses Waffenrocks bis 1943 erhalten, doch fand sie im Laufe des Krieges nur noch wenig Verwendung und verschwand letztendlich mit der neuen Feldbluse M44.
Im Gegensatz zu dieser Ausführung gab es bei der zweiten Ausführung des Koppeltragegestells keine Möglichkeit zum Befestigen von Sonderausrüstung. Die Lederriemen waren außerdem schmaler ausgeführt. Dieses Tragegestell unterstützte unter anderem das Tragen des Seitengewehrs, der Pistolentasche oder des Fernglases.
Mit Einführung der Koppeltragegestelle fiel der Schulterriemen zum Koppel für Offiziere des Feldheeres bis zum Regimentskommandeur gemäß einer Verfügung vom 20. September 1939 mit sofortiger Wirkung fort. Das für die Schützenkompanien der Infanterieregimenter eingeführte Tragegestell mit der Möglichkeit zum Befestigen eines Rückengepäcks erhielten auch die unberittenen Leutnante und Oberleutnante, während an die übrigen Offiziere bis zum Regimentskommandeur das Koppeltragegestell mit dem schmaleren Riemen ausgegeben wurde. Dieses Tragegestell war zunächst für die Kavallerie eingeführt worden. Mit einer Verfügung vom 29. November 1939 entfiel nach wenigen Tagen auch der Schulterriemen für alle Offiziere und Wehrmachtbeamte im Offiziersrang des Feld- und Ersatzheeres.
Mit dem Eintritt des Deutschen Reiches auf den afrikanischen Kriegsschauplatz wurden auch Modelle aus Webgurt anstelle des Leders hergestellt. Je weiter der Krieg fortschritt, desto mehr Koppeltragegestelle aus Webgurt wurden aus wirtschaftlichen Gründen ausgegeben. Zudem wichen die bis dahin aus Aluminium gefertigten Teile relativ schnell den kostengünstigeren, lackierten Eisenausführungen. Trotz fester Vorgaben wichen die Details der Koppeltragegestelle in den Ausführungen von Hersteller zu Hersteller voneinander ab.
Das Grundprinzip des Koppeltragegestells M39 wurde in einer überarbeiteten Webgurtausführung von der frühen Bundeswehr übernommen. In der Armee des österreichischen Bundesheeres dagegen wurde eine sehr robuste Variante aus Leder und mit Schulterpolstern eingeführt. Auch andere Armeen in Europa, darunter die Armee der Tschechoslowakei, übernahmen das Koppeltragegestells M39 nach dem Krieg fast baugleich.

### Koppeltragegestell der Bundeswehr
Wie die Zeitschrift Wehr und Wirtschaft 1958 berichtete, wurde für die im November 1955 aufgestellte Bundeswehr ein Koppeltragegestell entwickelt, „an dem das Rückengepäck, Munition, ABC-Schutzmaske, Feldflasche, Klappspaten u.a.m. befestigt werden kann.“ Das nach der Einführung präsentierte Koppeltragegestell bestand vollständig aus Webgurt und war Gelboliv gefärbt. Die Metallteile bestanden aus Aluminium, auf Schulterhöhe waren Polster angenäht worden. Ein wesentlicher Unterschied zum Koppeltragegestell M39 liegt in der Tatsache, dass alle Befestigungsmöglichkeiten zwischen Bundeswehr- und Wehrmachtsmodellen nicht kompatibel hergestellt wurden. Dort, wo das ältere Modell Ösen hat, besaß die Bundeswehrausführung Haken und umgekehrt.
Bestandteile des Koppeltragesystems neuer Art der Bundeswehr nach 1990 sind zwei Doppel-Magazintaschen für das Sturmgewehr G36 oder G3, eine Klappspatentasche sowie eine Mehrzwecktasche, als kleine Kampftasche für Führungsmittel und Kleinausrüstung. Zusatztaschen waren für das Funkgerät SEM-52 vorhanden. Die ABC-Schutzmaskentasche kann ebenfalls an dem Koppel getragen werden, es besteht aber durch den mitgelieferten Gurt weiterhin die Möglichkeit, diese als Umhängetasche zu tragen. Weitere selbst zu beschaffende Taschen dienen der Unterbringung von Handgranaten, Nebelwurfkörper, Taschenmesser, Kampfmesser, Taschenlampe und Kompass.
Es gibt Ausführungen für Kampfanzüge sowie für Ausgeh- und Paradeuniformen, das repräsentative lederne Weißkoppelzeug (meist mit nur einem über Kreuz getragenen Schultertrageriemen) für den Protokollarischen Ehrendienst von Ehrenformationen (wie dem Wachbataillon beim Bundesministerium der Verteidigung).
Das Koppeltragesystem wird durch die bis Ende 2025 eingeführte persönliche "Modulare Ballistische Schutz- und Trageausstattung" (MOBAST) ergänzt bzw. ersetzt.

### Koppeltragegestelle der Nationalen Volksarmee
Auch in der Nationalen Volksarmee (NVA) der DDR wurde ein Koppeltragegestell eingeführt, das auf den Erfahrungen mit dem 1939 eingeführten Modell fußte. In den sehr frühen Ausführungen orientierte sich dieses Tragegestell noch sehr nahe an späten Ausführungen des Vorgängermodells. Die vier nach vorne fallenden Träger bestanden aus gelbgrünem Webgurt und waren unter dem Nackenbereich des Soldaten an einen runden Metallring genäht. Im Brustbereich wurden die Riemen in der älteren Niettechnik zusammengefasst. Zusätzlich verhinderte eine rechteckig um den Nietknopf laufende Naht ein Ausreißen. Der auf der Rückseite nach unten fallende Riemen bestand aus ungefärbtem Leder. Er war längenverstellbar und konnte am Koppel eingehakt werden. Anstelle der ringförmigen Metallösen zum Einhaken des Rückengepäcks am unteren Ende der vorderen Träger wie beim 1939er Modell besaßen die frühen NVA-Ausführungen Haken aus Metalldraht.
Später vereinfachte sich die Bauweise deutlich. Jetzt waren die Tragegestelle vollständig aus grauem Webgurt gefertigt. Die vier nach vorne fallenden Riemen waren im Brustbereich nun mit dem modernen Nietensystem zusammengefasst, auf eine zusätzliche Vernähung war verzichtet worden, ebenso auf die Haken aus Metalldraht, an deren Stelle nun erneut ringförmigen Metallösen getreten waren. Statt dem runden Metallring, der das Gurtsystem auf der Rückseite des Soldaten zusammenfasste, war nun ein doppelseitiger runder Abnäher aus blaugrauem Kunstleder getreten. Dieses Tragegestell war bis zum Ende der DDR in Gebrauch.

## Historische Vorläufer
- Bandelier
- Wehrgehänge